# Silnik wysokoprężny z wtryskiem pośrednim
Silnik wysokoprężny z wtryskiem pośrednim – tłokowy silnik spalinowy, konstrukcyjna odmiana silnika wysokoprężnego, w którym paliwo jest podawane do komory wstępnej (lub komory wirowej) będącej integralną częścią głowicy silnika. 
Inna równoznaczna nazwa (rzadko już spotykana) to silnik z dzieloną komorą spalania.

## Geneza
Koncepcję i konstrukcję takiego silnika stworzył inż. Prosper L'Orange, niemiecki konstruktor i wynalazca. Tematem wiodącym była niska szybkobieżność ówczesnych silników wysokoprężnych a spowodowana niewystarczającym rozpyleniem podanej dawki paliwa. To, łącznie ze zwłoką zapłonu sprawiało, że zastosowanie ówczesnych silników wysokoprężnych było jedynie stacjonarne. W 1909 roku Inż. Prosper  L'Orange rozdzielił fazę podania dawki paliwa z jej właściwym zapłonem (patent), dzięki czemu wykorzystano samorozpylenie paliwa i przez to znacząco wzrosła szybkobieżność silnika, a jego miękka praca spowodowała możliwość zmniejszenia jego masy – dzięki czemu silnik wysokoprężny mógł być zastosowany w transporcie drogowym do napędu samochodów.   

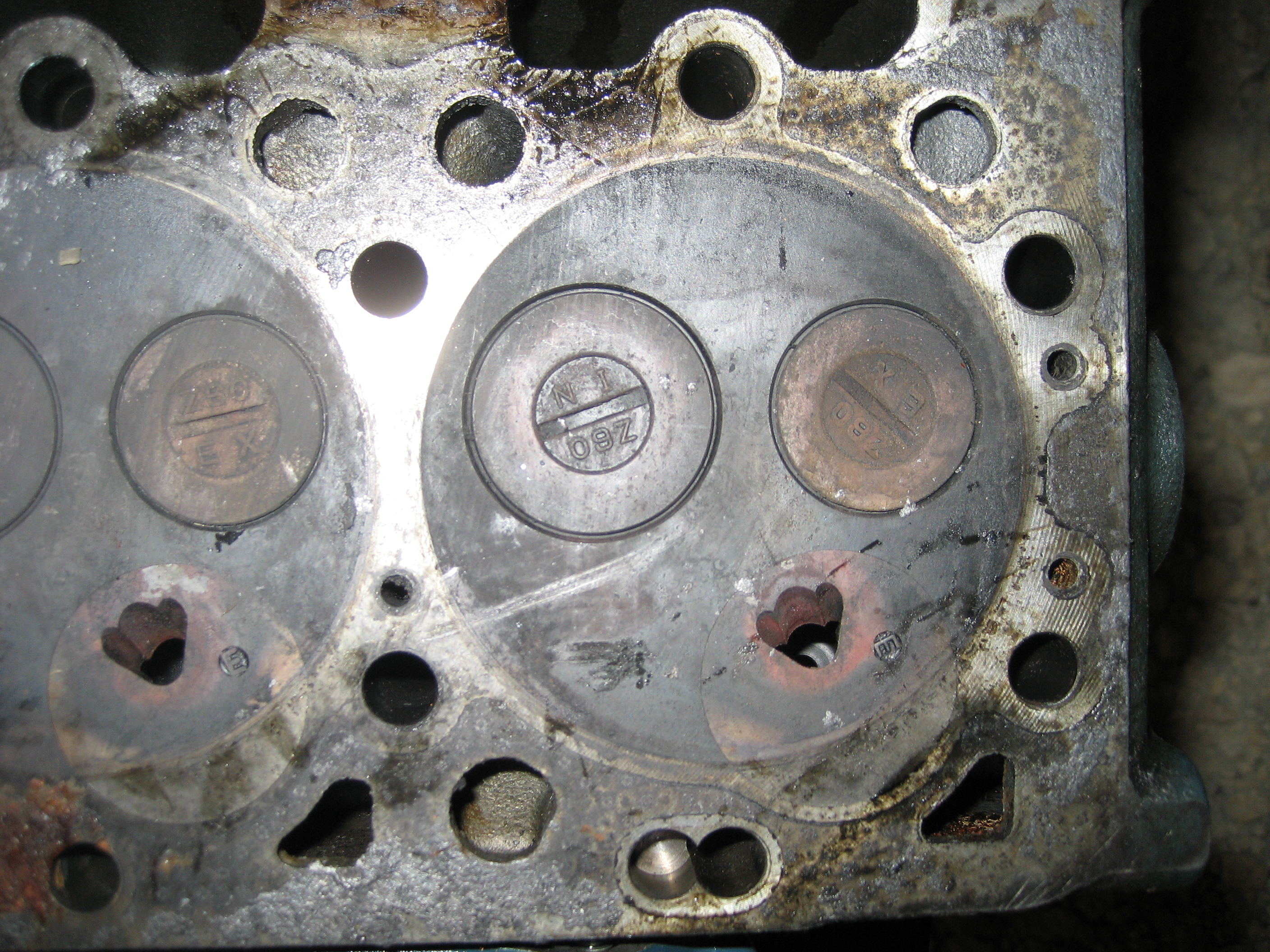
Głowica cylindra z wtryskiem pośrednim – oprócz grzybków zaworów widoczny otwór łączący komorę wirową z cylindrem

## Idea
W komorze wstępnej dochodzi do odparowania wtryśniętej dawki paliwa, wymieszania z powietrzem i zapłonu. Wobec małej objętości komory dochodzi jedynie do częściowego spalenia paliwa. W wyniku wzrostu ciśnienia w komorze wstępnej następuje przepływ częściowo niespalonych gazów (opary paliwa i produkty częściowego spalenia paliwa) strugą z dużą prędkością (w silnym i pożądanym zawirowaniu) pod własnym ciśnieniem do cylindra nad tłok. Gazy dopalając się całkowicie  oddają swoją energię poprzez suw pracy, dając pracę użyteczną. Zawirowanie strugi częściowo niespalonych gazów spalinowych z komory wstępnej stwarza doskonałe warunki do wymieszania się cząstek par paliwa z cząstkami sprężonego nad tłokiem powietrza i jest koncepcyjną ideą  silnika wysokoprężnego z wtryskiem pośrednim. Idea jest zbliżona do pneumatycznego systemu wtrysku paliwa opracowanego przez Rudolfa Diesla. 

## Rozwiązania
Komora spalania w silniku z wtryskiem pośrednim może być zrealizowana w formie:
1. komory z zasobnikiem powietrza,
2. komory wstępnej,
3. komory wirowej.

W pierwszym wariancie objętość powietrza w zasobniku powoduje spłaszczenie fali ciśnienia nad tłokiem po samozapłonie paliwa.
W drugim wariancie opary paliwa i gazów spalinowych z powietrzem po samozapłonie w komorze wstępnej pod własnym ciśnieniem ulegają samorozpyleniu w komorze nad tłokiem, co również łagodzi tempo przyrostu ciśnienia ze spalonego paliwa. W trzecim wariancie silne zawirowanie powietrza skraca pierwszy okres procesu spalania paliwa (przyśpiesza wystąpienie samozapłonu), co redukuje masę paliwa ulegającemu jednoczesnemu samozapłonowi – co łącznie z objętością komory zmniejsza maksymalne ciśnienie w obiegu.

## Zalety
Silniki wysokoprężne z wtryskiem pośrednim cechują się zaletami takimi jak:
- niższe maksymalne ciśnienie obiegu, co przyczynia się do lżejszej konstrukcji silnika i mniejszej jego masy – cecha bardzo istotna w silniku trakcyjnym
- możliwość unifikacji bloków cylindrowych, wałów korbowych itp. z lżejszymi silnikami benzynowymi (wykorzystanie tych samych linii produkcyjnych do obróbki)
- miękka praca
- łatwość uzyskania wyższych prędkości obrotowych
- dobra szybkobieżność (reakcja na "dodanie gazu")
- niewygórowane wymagania co do liczby cetanowej paliwa (zob. też zwłoka zapłonu)
- prostsza konstrukcja aparatury wtryskowej i wtryskiwaczy.

## Wady
Silniki te posiadają też i wady takie jak:
- większe jednostkowe zużycie paliwa w stosunku do silnika z wtryskiem bezpośrednim z uwagi na straty cieplne
- występują straty pompowania związane z przepływem strugi gazów po zapłonie z komory wstępnej lub wirowej do komory głównej nad tłokiem
- trudniejszy jest rozruch zimą (niezbędna jest świeca żarowa).

## Zastosowania
Silniki te jako pierwsze silniki wysokoprężne osiągnęły obroty 4000 obr./min, wiele z nich może osiągnąć 5000 obr./min – co w połączeniu z miękką pracą oraz lekką konstrukcją sprawiło, że z powodzeniem sprawdziły się jako napęd samochodów osobowych, dostawczych i ciężarowych. Szeroki zakres obrotów użytkowych pozwala bez problemu na wygodne stosowanie 5 a nawet 4 biegów do jazdy wprzód. Przykładem może być silnik 4C90 konstrukcji W.S.W. "Andoria" w Andrychowie, stosowany np. w  samochodach Żuk i Lublin, oraz silnik S-530 (Star 28), silniki Panhard 4HL do autobusów Chausson i inne. Były stosowane nawet do napędu lokomotyw SM41, czy niektórych egzemplarzy lokomotywy Lxd2. W ZSRR silniki z komorą wirową były stosowane też do ciągników gąsienicowych DT-54 (lata 50. XX wieku). 
Silniki te mogą pracować zarówno jako silniki wolnossące (spotykane np. w wybranych samochodach Citroen C15D, niektóre wersje FSO Polonez), jak i z turbodoładowaniem (niektóre wersje Lublina) i z intercoolerem (niektóre wersjie GAZ Gazela i Honkera).

## Zmierzch
Opanowanie nowych technologii silnika z wtryskiem bezpośrednim (pompowtryskiwacze, system common rail o b. wysokim ciśnieniu wtrysku (dobre rozpylenie paliwa) – zwłaszcza z podawaniem dawki paliwa w kilku porcjach na jeden cykl – co sprzyja redukcji twardości biegu silnika) z niskim jednostkowym zużyciem paliwa, oraz kwestie ekologiczne (czystość spalin) sprawiło, iż silniki z wtryskiem pośrednim odgrywają mniejszą rolę jako silniki trakcyjne do napędu pojazdów niż kiedyś i powoli zaczynają wychodzić z produkcji.